# Mayette Magie moderne
Mayette Magie Moderne, anciennement Magie Moderne Hatte Mayette, est une boutique de magie parisienne, créée en 1808, et toujours en activité. Elle est située au 8 rue des Carmes, dans le 5e arrondissement de Paris.

## Histoire
L'histoire du magasin remonte à plus de deux siècles.
Charles Aubert fonde une maison d'édition de chansons en 1808. En 1830, il déménage la boutique et y introduit de nouveaux articles à la vente : des accessoires de farces et attrapes ainsi que les premiers appareils de prestidigitation et de physique amusante. Léon Baudot, employé d'Aubert, reprend la boutique à la fin du XIXe siècle. Assisté par sa femme, Léon Baudot développe le nombre d'articles « pour rire et faire rire » : des papiers humoristiques et des objets de farces et attrapes. Il développe aussi des accessoires de fête, et continue à vendre des appareils de prestidigitation[source insuffisante].
En 1913, Henri Billy reprend le magasin, qu'il rebaptise Maison BILLY, et y vend du matériel d'illusionnisme en étoffant son catalogue dans cette catégorie[source insuffisante]. En 1933, André Mayette et son épouse reprennent le magasin et le baptisent de leur nom. Farces et attrapes ainsi que chansons sont reléguées au second plan, et la boutique devient un centre connu de fabrication d'appareils de prestidigitation[réf. nécessaire]. Il devient également éditeur de livres sur l'illusionnisme.
En 1965, Michel Hatte achète le magasin et la maison d'édition et fait connaître la boutique à travers le milieu de la magie, notamment en éditant le magazine Mad Magic, conçu par James Hodges et édité par Jean Merlin. À ce titre, lors d’une vente aux enchères salle Drouot, il fut considéré par le journal Libération comme « le premier fabricant et marchand de matériel pour illusionnistes et magiciens en France, de 1965 à 1991 ». Il vendait à la fois des farces et attrapes et du matériel de magie. Pendant sa gestion, la boutique porta le nom de Magie Moderne Hatte Mayette.
En 1991, Dominique Duvivier rachète le magasin avec sa fille Alexandra, lauréats du Mandrake d'Or de la magie en 2001. Dominique Duvivier décide également de faire paraître de nouveau la revue Le Magicien en 1992, devenant ainsi son rédacteur en chef.